# Virmajärvi
Virmajärvi (rus. Вирмаярви) je malo jezero na granici između Finske (općina Ilomantsi) i Rusije (Suojarvski rajon, Republika Karelija). Nalazi se 19 km istočno od sela Hattuvaara, a dugo je oko 1 km. Jezero je najistočnija točka Finske i Schengenskog prostora i kontinentalne Europske unije, nalazi se na otoku u jezeru.